# Synegia obrimaria
Synegia obrimaria är en fjärilsart som beskrevs av Walker 1861. Synegia obrimaria ingår i släktet Synegia och familjen mätare. Inga underarter finns listade i Catalogue of Life.